# 9395 Saint Michel
A 9395 Saint Michel (ideiglenes jelöléssel 1994 PC39) a Naprendszer kisbolygóövében található aszteroida. Eric Walter Elst fedezte fel 1994. augusztus 10-én.